# 그림자 채용
그림자 채용은 기업이 공개적으로 구인광고를 내는 대신 △인터넷 취업사이트 온라인 이력서검색 △사내추천·학교추천 △헤드헌팅 등을 통해 적임자를 발굴하는 '비공개 채용방식'을 말한다.
일명 ‘몰래 뽑기’라고도 불리는 그림자 채용은 1990년대 후반 취업전문가인 건설워커 대표 유종현이 건설업 채용시장의 특징을 설명하면서 처음 사용한 말이다. 그는 “채용정보가 전면에 투명하게 드러나지 않고 ‘취업사이트’나 ‘인맥(사내추천·학교추천)’, ‘헤드헌팅’의 그늘에 가려 있다고 해서 ‘그림자(shadow)’란 말을 붙였다”고 말한다.
업종 특성상 현장이 많고 현장별로 소수의 인력을 급하게 채용하는 경우가 많은 건설업계는 그 당시(90년대 후반)에도 은밀한 채용이 많았다. 즉 구인광고를 내고 기다리는 대신 이력서 검색서비스를 이용해 바로 적임자와 접촉, 일사천리로 채용을 마치는 것이다. 유종현 대표는 채용정보 열람에만 집중하는 구직자 및 이직자들에게 “그림자 채용을 놓치지 말라”고 당부하기 시작했다고 한다. 이후 전 업종에 걸쳐 소수 수시 채용이 증가함에 따라 그림자 채용은 하나의 채용트렌드로 자리 잡게 됐다.
기업들이 그림자 채용을 선호하는 이유는 시간과 노동력 낭비를 최소한으로 줄일 수 있기 때문이다. 몰래 뽑기로 채용할 경우 ‘허수 지원’을 없앨 수 있고 면접 등 모든 채용절차가 빠르면 3~4일 안에 마무리된다. 인사 청탁이 몰리는 곤란한 상황도 막을 수 있는 장점이 있다.

## 같이 보기
- 게릴라 채용